# Croitana arenaria
The Inland Sand-skipper (Croitana arenaria) là một loài bướm ngày thuộc họ Hesperiidae. Nó là loài đặc hữu của Bắc Úc và Nam Úc.
Sải cánh dài khoảng 20 mm.
Ấu trùng ăn Enteropogon acicularis, Austrostipa platychaeta và Austrostipa elegantissima. They construct a shelter made from rolled leaves of its host plant ở đó nó rests during the day. Pupation takes place in this shelter.